# Winithar
Winithar (* um 740, † nach 780/790) war ein Benediktinermönch im Kloster St. Gallen und der erste namentlich bekannte Urkunden- und Buchschreiber dieser Abtei, er ist bedeutend für das St. Gallener Skriptorium und die Anfänge der Buchkunst in der Schweiz.

## Leben und Wirken
Winithar trat um 759 in die von Otmar neu geordnete Klostergemeinschaft am Gallusgrab ein. Sein Wirken als Priestermönch und Schreiber fällt überwiegend in die Zeit des zweiten St. Galler Abtes und Konstanzer Bischofs Johannes II. (759/60–782), unter dem er eine leitende Funktion im Kloster innehatte. Er war spätestens ab 786 Dekan und Stellvertreter des oft abwesenden Abtes und baute das Skriptorium massgeblich mit auf. 
Da er eine besonders individuelle Form der Alemannischen Minuskel schrieb, konnte seine Hand in mehreren St. Galler Codices und Urkunden identifiziert und die massgebliche Rolle beleuchtet werden, die er im dortigen Scriptorium spielte. Er hat drei Handschriften ganz geschrieben (Cod. Sang. 70, 238 und 907) und an mindestens vier anderen einen wesentlichen Anteil (Cod. Sang. 2, 11, 109, Fragment Cod. Sang. 1399a2). Erhalten sind auch zwei Winithar zugeschriebene Ansprachen (Homilien) an seine Mitbrüder. In derjenigen in Codex 70 sah Stiftsbibliothekar Ildefons von Arx im Jahr 1824 das erste literarische Werk, das in St. Gallen entstanden sei.
Bezeugt sind Anfangsprobleme unter Winithar, wie qualitativ uneinheitliche Tinte, unterschiedlich dicker Strich der Feder oder Probleme bei der Beschaffung von Pergament.

## Handschriften mit Beteiligung Winithars (Auswahl)
- Cod. Sang. 70 der Stiftsbibliothek St. Gallen, online bei e-codices.
- Cod. Sang. 109 der Stiftsbibliothek St. Gallen, online bei e-codices.
- Cod. Sang. 238 der Stiftsbibliothek St. Gallen, online bei e-codices. Enthält: Etymologisches Wörterbuch / Genesis-Exzerpte / Dicta Winitharii / Sent. I, 8 u. 10 / De natura rerum / Exzerpte aus Etymolog. IX, 2 / De eccles. dogmatibus / Exzerpte aus Rg u. Propheten

## Urkunden mit Bezug zu Winithar (Auswahl)
- W 30 vom 28. Juli 760/761: Edition im Urkundenbuch der Abtei Sanct Gallen. Bd. 1: 700–840. Hrsg. von Hermann Wartmann. S. Höhr, Zürich 1863, S. 33 f. Nr. 30. (online bei Internet Archive).
- W 39 vom 22. November 762/763: Edition im Urkundenbuch der Abtei Sanct Gallen. Bd. 1: 700–840. Hrsg. von Hermann Wartmann. S. Höhr, Zürich 1863, S. 40 f. Nr. 39 (online bei Internet Archive).
- W 49 vom 7. Juni 765/6/8: Edition im Urkundenbuch der Abtei Sanct Gallen. Bd. 1: 700–840. Hrsg. von Hermann Wartmann. S. Höhr, Zürich 1863, S. 49 f. Nr. 49 (online bei Internet Archive).